# Liste des épisodes de San Ku Kaï
Cette page présente la liste des épisodes de la série San Ku Kaï.

## Épisode 1:Un vaisseau dans l'espace
- Titre original : 怪奇! 暗黒大戦艦 - Kaiki ! Ankokudaisenkan (« Mystère ! Le grand vaisseau de l'ombre »).
- Résumé : An 70 du calendrier spatial, dans le XVe Système solaire. Alors qu'il vient de terminer ses études de pilote intersidéral sur la planète Belda, Ayato se prépare à rejoindre son père, sa mère et sa sœur sur la planète Analis, à bord d'un cargo piloté par Ryu et Simane. C'est alors que tous trois assistent à l'arrivée du Cosmosaure à proximité d'Analis. Une bataille a lieu entre les vaisseaux d'attaque du Cosmosaure et les astrolems d'Analis, vite débordés puis anéantis. Le roi Golem XIII, roi des Stressos, se proclame chef suprême du XVe système solaire tandis que des armées envahissent la planète Analis. Ayato ordonne à Ryu et Simane de se rendre sur Analis malgré les événements qui viennent de s'y produire. Ryu déclare à Ayato qu'il avait connu son père. Le père d'Ayato envoyant des messages de détresse en direction de la Terre grâce à un « gyro-émetteur », Komenor dépêche Volkor au village pour faire cesser le signal. Un combat a lieu entre les forces stressos et le père d'Ayato. Celui-ci, son épouse et leur fille Lira sont tués. Un deuxième combat se déroule quand Ayato arrive à la maison où il découvre les cadavres de ses parents et de sa sœur. Ayato est sauvé grâce à l'intervention inattendue de Ryu et de Simane. Par la suite, le vaisseau des trois aventuriers est attaqué par les Stressos quand il quitte la planète. Ayato prend place dans un module de sauvetage. Ayato fait la connaissance d'Éolia qui l'a téléporté sur son propre vaisseau, l’Azuris. Elle lui explique que sa mission future sera de détruire les Stressos. Elle lui confie les commandes d'un vaisseau spatial hyper-puissant, le San Ku Kaï, à charge pour lui d'en faire bon usage contre les Stressos.

## Épisode 2:Les Ninjas
- Titre original : 恐怖！忍者兵団 - Kyofu ! Ninjaheidan (« Terreur ! L'armée des ninjas »).
- Résumé : Alors qu'Ayato se remet du choc et de la surprise des aventures vécues précédemment, les forces de Golem XIII, menées par Volkor, font régner la terreur sur la planète Belda. Là, Ayato retrouve Ryu. Un jeu a lieu dans un village : celui qui lancera un couteau au milieu d'une cible remportera un robot, Sidéro. Volkor et Ryu se confrontent. Ryu gagne le concours : Sidéro est à lui. Ayato et Ryu font la connaissance de Kamiji, chef de groupe de résistants contre les Stressos et les aident à repousser les troupes de Volkor. Ils libèrent ensuite Simane condamné à mort. Puis Ayato présente le vaisseau San Ku Kaï à Ryu et Simane. Une bataille a lieu entre ce vaisseau et les forces stressos, qui ont pour la première fois le dessous.
- Remarque : Premières apparitions de Sidéro et de Furia (adjointe de Volkor).

## Épisode 3:L'Envoyé de la Terre
- Titre original : 地球の美しき使者 - Chikyu no utsukushiki shisha (La belle messagère de la Terre).
- Résumé : Un vaisseau terrien se dirige vers le XVe système solaire. Attaqué par les Stressos et touché, il s'écrase sur la planète Sheita. Ayato, Ryu et Simane, qui ont quitté Belda, vont à sa rescousse sur Sheita. Lorsqu'ils découvrent le vaisseau, ce dernier ne contient aucun cadavre : où sont passés ses occupants ? Mais ils sont attaqués par les forces stressos et parviennent à se cacher. Ryu révèle à Ayato que le père d'Ayato lui avait appris à manier le sabre et le poignard. Il lui enseigne l’art du combat. Ayato est de nouveau contacté par Éolia qui l'encourage à continuer le combat contre les Stressos. Plus tard ils découvrent que le vaisseau terrien était occupé par Vocéane, une envoyée de l'Union terrienne. Elle leur révèle un message : l'Union terrienne, en proie à des graves problèmes, n'enverra aucun secours. Le petit groupe est attaqué par les Stressos. Vocéane est capturée et Furia prend l'apparence de Vocéane pour tuer les aventuriers. Mais elle est démasquée et prend la fuite. Vocéane, délivrée, quitte Sheita à bord de son vaisseau réparé. Prise en filature par les Stressos et attaquée, elle est secourue par le San Ku Kaï. Les vaisseaux stressos sont détruits et elle peut continuer son périple vers la Terre. Les trois aventuriers apprennent que Kamiji a été fait prisonnier et envoyé en prison sur Analis. Ils décident de se rendre sur cette planète pour le délivrer.

## Épisode 4:Le Camp
- Titre original : 正義の味方 流れ星 - Seigi no mikata Nagareboshi (L'étoile-filante, le défenseur de la justice).
- Résumé :  Les trois aventuriers arrivent sur Analis pour libérer Kamiji de prison. Le commandant de la 3e division y a été nommé gouverneur et il reçoit une visite de Commenor et Volcor qui exigent la construction du Palais de Golem XIII en un mois. Ryû s'infiltre déguisé en Staros dans la prison et après avoir interrogé le gouverneur, vole ses plans. Pendant ce temps, Ayato part avec Sidero dans le Sankukaï pour un entrainement de pilotage en Jetyscope. Mais Volcor le repère et l'attaque. Éolia vient chercher Ryû et le transfère dans le Sankukaï pour aider Ayato qui élimine finalement le lasérolabe de Volcor. De retour sur Analis, l'équipage libère Kamiji mais c'est un piège, Furia a pris ses traits mais il est en fait encore emprisonné au fond d'une mine sur Belda. Après une bataille à l'épée contre les Stressos, l'équipage du Sankukaï part vers Belda.
- Remarque :
- Le méchant de l'épisode : 火人 (Hibito) = Homme-feu. Ninja capable de surgir des flammes (宇宙 忍法 ・火遁 の 術 (Uchû ninpô - Hiton no jutsu) = Art ninja - Technique d'évasion par le feu) et d'enflammer la pointe de son épée.

## Épisode 5:L'École abandonnée
- Titre original : 呪われた学校 - Norowareta gakko (L'école maudite).
- Résumé : Un vaisseau Stressos vient d'embarquer de la main d'œuvre sur Belda en direction d'analis. Le Sankukaï le prend en chasse et après une courte bataille le transport retourne sur Belda. Averti, Golem XIII ordonne la destruction du Sankukaï. Commenor envoie Furia et Cyclotor sur Belda. Ryû, Ayato et Simane retournent dans leur ancienne école. Là, Ayato et Simane ont des hallucinations. Ayato retrouve Celia la fille d'un de ses professeurs avec d'autres élèves affamés. En allant chercher de l'eau, Simane rencontre Cyclotor qui l'hypnotise et le tient alors en son pouvoir. Ayato et Ryû s'infiltrent dans la mine et retrouvent Kamiji. Ils tentent de libérer toute la mine mais elle est entièrement sous les ordres de Cyclotor. Ayato et Staros l'attaquent mais il s'enfuit en vaisseau. Simane et Ryû le prennent en chasse. Cyclotor oblige alors Simane à attaquer ses amis et bientôt le Jetyscope de Ryû est en feu. Sauvé par l'intervention d'Eolia, Ryû détruit Cyclotor et Simane reprend ses esprits comme les hommes de la mine.
- Remarque :
- Le méchant de l'épisode : 目人 (Mebito) = Homme-œil, ou Cyclotor en VF.  Ninja armé d'une épée et doté de pouvoirs hypnotiques. Il peut prendre le contrôle d'autres personnes à l'aide d'yeux minuscules fixés sur leurs nuques et se sert de cette capacité pour transformer ses prisonniers en esclaves travaillant dans les mines de Gavanas.

## Épisode 6:Le Roi Golem
- Titre original : 怪皇帝の正体? - Kaikotei no shotai ? (L'identité de l'empereur mystérieux).
- Résumé : Sur Sheita, l'équipage du Sankukaï protège des enfants pris pour cible par trois laserolabes Stressos. Ryû et Simane en détruisent deux et arrivent à s'emparer du troisième. Ryû déguisé en Stressos part avec le laserolabe capturé sur le Cosmosaure. Revenu seul, le pilote est condamné par Commenor. Ryû se dévoile alors et demande à voir le roi des Stressos. Celui-ci le transfère dans une bulle et l’éjecte dans l'espace. Eolia rencontre Ayato et lui demande de sauver le Sankukaï. Simane et Sidero sont attaqués par les Stressos qui posent une bombe dans le Sankukaï. Ayato intervient dans la bataille, Sidero part avec le détonateur. Aidé par Eolia, Ryû est téléporté sur Sheita pour finir le combat contre les Stressos avec Ayato.
- Remarque :
- Le méchant de l'épisode : 煙人 (Kemuribito) = Homme-fumée. Ninja armé d'une épée et dont le sommet du casque crache un gaz toxique. Il peut également séparer son esprit de son corps pour apparaître à deux endroits en même temps.

## Épisode 7:Une lueur d'espoir
- Titre original : 星空に輝く友情 - Seiku ni kagayaku yujo (L'amitié qui brille dans le ciel étoilé).
- Résumé : Le Sankukaï répond à un appel de détresse provenant d'Analis. D'abord attaqué par un groupe de rebelle, Ayato, Ryû et Simane retrouvent Kamiji qui a envoyé le SOS. Le groupe est dirigé par Dan qui a recueilli une petite fille Anna. Trompé par Furia, Dan tombe dans un piège et est tué par Tharor, un Stressos. Une veillée funéraire est organisée dans une église ce qui fait venir les Stressos. Ayato et Ryû se battent contre eux et gagnent. Il larguent ensuite le cercueil de Dan dans l'espace.
- Remarque :
- Le méchant de l'épisode : 岩人 (Iwabito) = Homme-rocher, ou Tharor en VF. Ninja dont la tête, le bras droit et une partie du corps sont constitués de roche. Il peut prendre l'apparence d'un rocher se déplaçant en roulant au sol et détacher des roches explosives de son corps.

## Épisode 8:Du sang froid
- Titre original :  無残！猿人狩り - Muzan ! sarubito gari (Cruauté ! La chasse aux hommes-singes).
- Résumé : Eolia prévient Simane que les Stressos ont investi sa planète, Sheta, et veulent exterminer ses semblables. En effet les Stressos menés par Volkor envahissent un village et embarquent ses habitants pour les faire disparaître dans le fin fond de l'univers. Le Sankukaï se dirige alors vers Sheta. Où Démonior enlève le fils du meilleur ami de Simane pour le forcer à le trahir. À l'arrivée de Simane, son ami lui fait boire un narcotique et le livre à Démonior. Simane a la vie sauve grâce à l'intervention de Furia mais son ami est assassiné. Pendant ce temps Ryu et Ayato assomment deux Stressos et prennent leurs uniformes. Simane arrivé à la forteresse voit partir un  transporteur spatial rempli d'homme-singes sur les ordres de Volkor. Simane est emmené par Ryu et Ayato déguisés. Rattrapés par les Stressos, Simane tue Démonior. Puis ils embarquent dans le Sankukaï pour forcer le transport à rebrousser chemin. Ryu et Ayato détruisent des Laserolabes, mais l'un d'eux s'écrase sur le transport. Grâce à l'intervention d'Eolia, le transporteur est sauvé et retourne sur Sheta. Là, Volkor ordonne de l'abattre mais en passant par une vallée avec le Stragyre et le Jetyscope , Ryu et Ayato détruisent les canons de la forteresse Stressos. Simane est remercié par son peuple. Le Sankukaï retourne sur Analis.

- Remarque :
- Le méchant de l'épisode :  木人 (Kibito) = Homme-Arbre, ou en Demonior VF.  Ninja pouvant apparaître dans une nuée de feuilles, armé d'une épée et capable de changer son bras en liane.

## Épisode 9:Le Palais du diable
- Titre original : ガバナス悪魔の城 - Gavanasu, akuma no shiro (Le château diabolique des Gavanas).
- Résumé : Sur Analis, le palais de Golem XIII est fini mais celui-ci demande le sacrifice d'Eolia pour l'investir. Anna vient chercher l'équipage du Sankukaï car Kamiji prévoit de détruire le palais. Ryu et Simane ne sont pas de cet avis et restent avec Anna. Ayato, Kamiji et les rebelles attaquent le palais. Repérés par Furia, ils sont immobilisés et caturés par "l'homme de l'ombre" puis envoyés par Volkor dans un vaisseau tombeau vers le soleil Gloria pour attirer Eolia. Le Sankukaï suit le vaisseau et l'Azuris apparait. Eolia retourne le vaisseau tombeau vers Analis mais le Cosmosaure sort de son voile de ténèbres et détruit l'écran dimensionnel de l'Azuris qui est dès lors bloqué dans cette dimension. Sous les tirs du Cosmosaure, l'Azuris manque d’énergie, Komenor envoie Volkor chercher Eolia. Ryu et Simane interviennent en occupant des lasérolabes de Volkor. L'Azuris en profite pour se cacher au fond d'un lac sur Analis sous les yeux d'Anna. Eolia annonce à l'équipage du Sankukaï que l'Azuris a besoin d'une nuit pour se réparer. La nuit, les Stressos attaquent, "l'homme de l'ombre" immobilise Ryu, Ayato et Simane et par une maladresse de Sidero, découvre la cachette d'Eolia. Il fait exploser le repaire des rebelles mais Ryu et Ayato  sont sortis et finissent par tuer le Stressos sensible à la lumière. À l'aube, l'Azuris réparé repart, Eolia est sauvée.
- Remarque :
- Le méchant de l'épisode :  闇人 (Yamibito) = Homme-ténèbres, ou "Homme de l'Ombre" en VF.  Ninja capable de se changer en ombre, de devenir intangible et d'immobiliser une personne en plantant une dague dans son ombre (影しばり の 術 (Kageshibari no jutsu) = Technique de l'entrave de l'ombre) mais sensible aux fortes lumières.

## Épisode 10:Détruisez la planète Terre
- Titre original : 惑星地球を消せ - Wakusei chikyu o kese (Détruisez la Terre).
- Résumé : Komenor dirige le Cosmosaure sur Analis pour débuter l'inauguration du palais de Golem XIII. Mais avec l'intervention de Staros et du Fantôme, le Cosmosaure fait demi-tour. Malgré ce succès, Kamiji veut aller sur la Terre demander de l'aide. Sur terre, Vocéane demande une intervention dans le 15e système. Golem XIII ordonne à Komenor de détruire la Terre. Pour cela, Komemor veut enlever le professeur Artenos de la planète Belda pour construire un vaisseau pouvant atteindre la terre. Eolia prévient le Sankukaï des plans de Golem XIII. Sur belda, Algor et Furia menacent de tuer sa fille Lemonie si le professeur Artenos ne construit pas un vaisseau pour leur plan. Algor part avec le professeur, mais Ryu et Ayato sauvent Lemonie des mains de Furia. Dans l'usine souterraine, l'équipe du professeur a presque construit le vaisseau croyant établir des relations amicales avec la terre. Algor attaque Simane et Sidero. Le professeur découvre une bombe dans le vaisseau, Volkor déclenche le compte à rebours. Staros et le Fantôme sauvent Simane et Sidero en tuant Algor. Le vaisseau étant terminé, Volkor l'envoie vers la terre et blesse le professeur. Son assistant resté sur le vaisseau se fait sauter avec la bombe, sauvant la Terre.
- Remarque :
- Le méchant de l'épisode :  水人 (Mizubito) = Homme-eau, ou Algor en VF. Ninja capable de se liquéfier. L'orifice au sommet de sa tête crache un liquide faisant apparaître des soldats ninjas.

## Épisode 11:Princesse
- Titre original : 地底王国の王女 - Chitei oukoku no joou (La princesse du royaume souterrain).
- Résumé : Sur Belda se trouve un territoire inexploré, les monts des fantômes. Le Sankukaï y est perturbé par une radiation électromagnétique. Les troupes Stressos envoyées sur place reviennent tuées par des flèches. Dans la montagne, un enfant armé d'un arc est attaqué par les Stressos. Il est secouru par Ayato mais il s'enfuit. Volkor lance trois Laserolabes à sa poursuite. Ayato et Ryu attaquent avec leurs vaisseau. Ils détruisent deux Laserolabes et le dernier attiré par un rayon s'écrase sur la montagne. Le Jetyscope est également attiré et Ayato fait un atterrissage d'urgence au milieu des monts des fantômes. Là il tombe dans un piège et est emprisonné par les Mongos, le peuple des racines, dirigés par le roi Kanteros et le viceroi Venor. Ayato est libéré par la princesse Aurora et son frère Ken (le petit garçon sauvé par Ayato). Cependant Venor est contacté par un Stressos, le ninja aux trois visages tandis que Ryu et Simane commencent l'ascension de la montagne. Venor tend un piège à Ayato qui est attaqué par le ninja. La princesse est capturée et Ryu qui arrivait au sommet est jeté dans le vide par le ninja aux trois visages.
- Remarque : première apparition de la princesse Aurora, son frère Ken et du patriarche Kanteros, roi des Mongos
- Le méchant de l'épisode :  山つ影人 (Mitsukagebito) = Homme-trois-ombres, ou "ninja aux trois visages" en VF. Ninja doté de trois visages, capable de se glisser dans l'ombre d'une personne pour la contrôler et de se scinder en trois individus: Hikagebito (日影人 (Hikagebito) = Homme-ombre du soleil, ou Alphamor en VF), Tsukikagebito (月影人 (Tsukikagebito) = Homme-ombre de lune, ou Betamor en VF) et Hoshikagebito (星影人 (Hoshikagebito) = Homme-ombre d'étoile, ou Omegamor en VF).

## Épisode 12:Le Grand Combat
- Titre original : 決戦! 謎の忍者塔 - Kessen ! nazo no ninjato (Bataille ! La tour mystérieuse des ninjas).
- Résumé : Ryu tombe dans le vide mais se rattrape de justesse sur un piton rocheux puis découvre un passage secret menant au peuple des racines. Là, il retrouve Ayato. Volkor se présente aux Mongos, le peuple des racines, pour exiger leur soumission sous 2 jours sinon leur princesse sera assassinée. Ryu, Ayato et Venor partent libérer la princesse. Ayant retrouvé Simane, le groupe s'installe pour la nuit. Mais Venor les trahit et le ninja aux trois visages capture Simane. Dans la tour des ninjas où est également détenue la princesse aurora, le ninja aux trois visages torture Simane. L'arrivée de Ryu et Ayato sème la panique et le ninja aux trois visages finit par se faire exploser avec la tour. La princesse Aurora, Ayato, Ryu et Simane ont eu le temps de sortir. Ils retournent chez le peuple des racines célébrer leur victoire.
- Remarque :
- Le méchant de l'épisode : 山つ影人 (Mitsukagebito) = Homme-trois-ombres, ou "ninja aux trois visages" en VF. Ninja doté de trois visages, capable de se glisser dans l'ombre d'une personne pour la contrôler et de se scinder en trois individus: Hikagebito (日影人 (Hikagebito) = Homme-ombre du soleil, ou Alphamor en VF), Tsukikagebito (月影人 (Tsukikagebito) = Homme-ombre de lune, ou Betamor en VF) et Hoshikagebito (星影人 (Hoshikagebito) = Homme-ombre d'étoile, ou Omegamor en VF).

## Épisode 13:Le Miracle
- Titre original : 神マニヨルの奇跡 - Kami Maniyoru no kiseki (Le miracle du dieu Maniyoru).
- Résumé : Sur Sheta, Golem XIII essaye de faire disparaître la religion du Dieu Mythos pour la remplacer par son propre culte. Sur l'île d'Hélios, le capitaine Stressos Iliad détruit toutes les statues mais il lui manque la vraie statue du dieu. Dao un ancien camarade de Simane pactise avec les Stressos et les amène devant le rocher sacré. Devant ses prières et avec l'aide de Sidero, le rocher s'ouvre et la vraie statue apparait. Troublé, Dao retrouve la foi et s'enfuit avec la statue. Les Stressos veulent l’empêcher mais Ryu et Ayato s'interposent. Le capitaine Iliad lance l'alarme avant de mourir et des lazerolabes interviennent. Le Sankukaï riposte mais Dao est touché et tombe dans la mer avec la statue. Simane se recueille sur la plage, dévasté par la perte de son ami, c'est alors qu'une intervention divine ressuscite Dao. Eolia vient expliquer le retour de l’âme de Dao à la suite de son sacrifice. Finalement le culte du dieu Mythos a été renforcé.
- Remarque :
- Le méchant de l'épisode : 蛇人 (Hebibito) = Homme-serpent, ou Iliad en VF.  Ninja armé d'un fouet électrifié en forme de serpent.

## Épisode 14:L'Agent secret
- Titre original : 恐るべし! 有翼忍士 - Osorubeshi ubaninshi (Les terribles ninjas volants).
- Résumé : Sur un marché de Sheta, Sidero et Simane sont témoins des exactions des Stressos sur une petite fille et son grand-père. Mais celui-ci riposte et met les Stressos en fuite, c'est en fait l'ancien grand maitre ninja des Stressos. Volkor lui fait une visite pour lui ordonner de tuer Staros et le Fantôme contre la vie de sa petite-fille Iris. En effet Furia l'enlève sous les yeux de Sidero. Ayato parti à la recherche de Sidero est à son tour capturé par le grand-père qui va demander à Ryu un combat contre Staros et le Fantôme en échange d'Ayato. Pendant ce temps Sidero libère Iris. Sous le costume des "Ailes de la mort" le grand-père se confronte aux deux amis et se fait finalement blesser. Simane et Sidéro rendent Iris à son grand-père, ils se font alors tous attaquer par Furia et ses troupes Stressos. Furia fait exploser la maison du grand-père, mais il s'est déjà enfuit avec Iris. Les Stressos mis en fuite par Ryu et Ayato, Eolia prend le grand-père et Iris sous sa protection dans une autre dimension.
- Remarque :
- Le méchant de l'épisode : 飛び人 (Tobibito) = Homme volant, ou les "Ailes de la Mort" en VF. Ancien ninja capable de voler et de lancer des shurikens dont la forme évoque des moulins à vent.

## Épisode 15:La Sauvegarde de l'Univers
- Titre original : 飛べ! 愛を抱いて - Tobe ! ai o daite (Volez ! Ressentez de l'amour).
- Résumé : Sur un laboratoire de la planète Sheta, les Stressos élaborent un virus mortel. La laborantine, Leira, dérobe le virus et son antidote puis vole un vaisseau pour rejoindre Belda. Leira est prise en chasse par des Lazerolabes et son vaisseau s'écrase sur Belda non loin de l'endroit où s'entrainent Ryu et Ayato. Aidé par Sidero, Ayato découvre Leira qui lui confie une mallette contenant le vaccin avant que n’interviennent les Stressos menés par Furia. Dans le combat qui suit, le communicateur d’Ayato est détruit et Furia désactive Sidero. Ryu et Siman arrivent sur le lieu du crash et secourent Sidéro, mais Ayato a disparu. Il s’est enfui avec Leira, et est secouru par Jil qui les conduit chez Lisa, une amie de Leira. Mais la maison est cernée par Furia et ses troupes. Contaminée par le virus, Leira supplie Ayato de s’enfuir car un lazérolabe commence à larguer une fumée rouge mortelle. Furia prend l'apparence de Leira et la tue. Puis Furia fait croire à Jil qu’Ayato est un assassin. Jil essaie alors de tuer Ayato mais le rate. Ayato combat le Stressos Gorgon et Furia montre son vrai visage. Jil tombe sous l'attaque virale de Furia. Eolia apparaît devant Ryu et Siman, les implorant de sauver Ayato. Affaibli par le virus, Ayato est sur le point d'être battu par Gorgon, mais Ryu intervient. Le Fantôme et Staros font finalement exploser Gorgon. Pour finir, Jil et Lisa se recueillent sur la tombe de Leira avec l'équipage du Sankukaï.
- Remarque : Kenji Ōba joue le rôle d'un fermier atteint par le virus dans cet épisode.
- Le méchant de l'épisode :  鉄人 (Tetsubito) = Homme-acier, ou Gorgone en VF.  Ninja revêtu d'une armure indestructible et armée d'une lame rétractable dans l'avant-bras droit.

## Épisode 16:Le Piège
- Titre original : からくり館の少女 - Karakurikan no shojo (La fillette de la maison piégée).
- Résumé : Komenor cherche à éliminer Staros et le Fantôme, Tarentula est volontaire. Sur Analis, Irisa harangue la foule pour combattre les Stressos, Anna est présente. Après l'intervention militaire des Stressos qui tirent sur la population, Irisa et Anna tombent dans les mains de la police secrète des Stressos. Ryu et Ayato interviennent et libèrent les deux filles. Ils rencontrent ensuite Kamiji hypnotisé qui leur apprend de rapt du père d'Irisa par les Stressos. Furia empoisonne la police secrète. Ayato, Anna et Irisa partent vérifier la maison du père d'Irisa. La maison est vide et ils y passent la nuit. Irisa se réveille et rencontre Volkor dans une salle secrète, c'est en fait Tarentula. Elle envoie une araignée hypnotiser Anna qui se retourne contre Ayato. Anna maitrisée, Ayato se bat à l'extérieur contre les Stressos et Tarentula qui dévoile son vrai visage. Staros fait son arrivée pour aider Ayato. Anna est capturée et Volkor ordonne à Tarentula de la tuer. Elle prend la voix d'Anna et attire Ayato et Ryu dans la maison piégée par des explosifs. Tarentula ne peut tuer Anna qui ressemble à sa sœur alors Volkor la blesse à mort. Ryu et Ayato libèrent Anna mais sont piégés dans la maison. Grâce à l'intervention de tarentula mourante, ils arrivent à sortir avant l'explosion. Volkor se bat contre Staros et le fantôme qui le blessent grièvement, Komenor intervient et le sauve.
- Remarque :
- Le méchant de l'épisode : 蜘蛛人 (Kumobito) = Femme-araignée, ou Tarentula en VF.  Kunoichi capable d'imiter la voix d'autrui et utilisant des araignées pour hypnotiser d'autres personnes.

## Épisode 17:Vampirement vôtre
- Titre original : 黄金の吸血姫 - Ogon no kyuketsu hime (La princesse vampire d'or).
- Résumé : Le Sankukaï évite de justesse un groupe d'astéroïdes qui heurte une capsule spatiale. Cette capsule a été envoyée par les Stressos en direction de la Terre. Le Sankukaï la récupère et y découvre la princesse Katharina. Sa planète Agrana et sa famille ont été persécutés par les Stressos et elle s'est échappée pour rejoindre la planète Sharba. Ayato se propose de l'y conduire. Sur Sharba, ils sont accueillis par le patriarche du village de Nazca. La nuit arrivée, des chauves-souris apparaissent et Ayana, la reine vampire messagère de Golem XIII, lance un ultimatum au village. Elle vide de son sang un des villageois mais le patriarche refuse de se battre. Le jour arrivé, Ayato se lie d'amitié avec la princesse. La nuit suivante les villageois se battent contre les vampires aidés par Staros, le Fantôme et Simane. Ayana reconnaissant Ayato refuse de le tuer. Golem XIII la punit au travers du joyau attaché à son front. Ayato et Ryu découvrent la double identité de la princesse avec ce rubis qui l'asservit. Le patriarche trouve un moyen de lui retirer en concentrant l’énergie de l'espace dans une pyramide. Katharina Libérée, le Sankukaï repart.
- Remarque :
- Le méchant de l'épisode :  血吸い人 (Chisuibito) = Homme buveur de sang. Ninjas vampires capables de se changer en chauve-souris.

## Épisode 18:L'Évasion
- Titre original : 大脱走! 少年忍士団 - Daidasso ! shonenninjadan (La grande évasion ! le groupe de jeunes ninjas).
- Résumé : Sur Belda, une école secrète entraine des recrues à devenir des Stressos. L'entrainement est très dur et deux élèves s'enfuient, l'un est vite rattrapé. L'autre, Momoshi, est retrouvé quatre jours plus tard en ville. Aidé par Simane puis par Ayato il s'échappe au maitre de l'école, Dorodragus. Le fantôme commence un combat avec lui qu'il finit par abandonner car Dorodragus se dédouble. Revenu au Sankukaï, Momoshi est nourri mais il ne pense qu'à retourner à l'école. Ayato le persuade de lutter contre les Stressos. Ils ont un plan: Momoshi fait semblant d'avoir capturé Ayato et le ramène à l'école. Dorodragus évente le plan et met en prison Ayato puis capture Simane. Prévenu par Eolia, Staros libère les élèves et se confronte à Dorodragus, suivi par le Fantôme. Finalement, en écoutant les battements de son cœur, Ayato arrive à éliminer Dorodragus malgré ses dédoublements. Toute l'école est alors libérée.
- Remarque : dans cet épisode, on apprend que Volkor a perdu un bras lors du combat contre Staros et le Fantôme dans l'épisode 16. Son bras gauche est désormais remplacé par une griffe de métal.
- Le méchant de l'épisode : 鬼人 (Onibito) = Homme-Oni, ou Torodragus en VF.  Ninja armé d'une épée et d'un kusarigama dont une des extrémités est une sphère hérissée de protubérances. Il peut se téléporter et un dispositif à sa ceinture lui permet de multiplier son image pour désorienter ses adversaires.

## Épisode 19:La Grande sécheresse
- Titre original : 起て! 荒野の勇者 - Tate ! kouya no yusha (Levez-vous ! les hommes courageux).
- Résumé : À bord du Sankukaï, Sidero détecte une attaque Stressos sur un transport d'eau voyageant vers Sheta. Ryu et Ayato font fuir les lazerolabes avec leur vaisseaux mais le Sankukaï est touché. L'auto-pilote est hors service, un spécialiste est nécessaire pour réparer une pièce. Ayato pense à Meros, un habitant de Sheta. Arrivés chez Meros, la maison est vide. Dans la ville, le tête de Meros est mise à prix et les Stressos rationnent la population en eau. Meros intervient avec son fils Jack et met en déroute les Stressos. Il reconnait Ayato mais refuse de l'aider. En effet, à l'arrivée des Stressos Meros s'est dressé contre eux mais ils ont enlevé les enfants du village pour forcer les villageois à dénoncer la femme et les filles de Meros qui ont été tuées par Ramplor et le gouverneur Stressos. Reconnaissant l'équipage du Sankukaï, Ramplor capture Jack et oblige Meros à tuer Ayato et Ryu. Meros commence le combat avec Ayato mais Eolia intervient et les deux s'unissent pour libérer les enfants capturés. Ramplor essaie de dresser les villageois contre Meros et Ayato mais avec l'aide de Staros, les Stressos sont finalement éliminés. Le rationnement en eau est terminé et Meros répare le Sankukaï.
- Remarque :
- Le méchant de l'épisode : 氷人 (Kooribito) = Homme-glace, ou Korritor en VF. Ninja dont la bouche crache un gaz réfrigérant. Il peut apparaître sous la forme d'une pluie de glaçons et générer des épées de glace qui lui servent d'armes.

## Épisode 20:La Légende de l'Azuris
- Titre original : 黄金船の伝説 - Ogonsen no densetsu (La légende du vaisseau d'or).
- Résumé : Korritor, envoyé par les Stressos, vole le plan d'une prophétie dans un temple de Sheta. Komenor a réuni sur Analis les trois gouverneurs des planètes envahies par les Stressos. Ils sont interrompus par Staros et le Fantôme qui se battent contre Komenor, Volkor et Furia qui ont le dessus. Les deux amis prennent la fuite, se séparent et reprennent leurs vêtements habituels. Hélas Ryu est tabassé puis capturé par Volkor et Furia. Dans sa fuite Ayato rencontre un ancien ami d'enfance, Aquila. Celui-ci tente de se battre contre les Stressos avec un astrolem. Ayato l'aide avec son Jetyscope mais Aquila s'écrase sur Sheta. Ryu s'échappe de prison mais il est rattrapé par Volkor qui le blesse avec sa griffe électrique. Encerclé il est secouru de justesse par Eolia qui le transporte dans son Stragyre et lui suggère d'aider Ayato. Sur Sheta, le ciel devient rouge et un vaisseau doré apparait comme dans la prophétie. Ayato retrouve Aquila et ils vont tous les deux sur le vaisseau doré inhabité. Là Aquila dévoile qu'il est Korritor au service des Stressos. Korritor gèle Ayato mais ne peut le tuer. Ryu secoure Ayato et les deux combattent les Stressos. Korritor est abattu et Ryu fait exploser le vaisseau doré après avoir expliqué au peuple de Sheta qu'il s'agissait un piège des Stressos.
- Remarque :
- Le méchant de l'épisode :

## Épisode 21:La Créature d'un autre monde
- Titre original : 異次元の怪物 - Ijigen no kaibutsu (Le monstre d'une autre dimension).
- Résumé : Une étoile filante s'écrase sur Belda non loin des monts des fantômes. C'est un plan de Golem XIII pour éliminer Eolia. En effet cette météorite recèle un monstre géant qui avale les villageois avec ses tentacules. Seul le prince Ken est épargné grâce à son amulette. Ayato arrive pour le secourir mais il est pris à partie par Tamor, un Stressos dresseur. Le monstre est indestructible et il faut l'intervention d'Eolia pour s'en défaire. Elle l'embarque sur son vaisseau et essaye de créer un passage vers la dimension du monstre. C'est un piège de Golem XIII, le passage est rempli de monstres. Eolia détruit le passage mais ne peut revenir dans sa dimension et le monstre commence à détruire son vaisseau. Ayato combat le monstre avec son Jetyscope. Il est touché quand arrive Ryu en Stragyre. Ryu arrive à détacher le monstre du vaisseau cependant il est pris dans un tentacule. Ayato revenu au Sankukaï découvre le pouvoir de l'amulette de Ken et envoie Ryu sur les monts des fantômes. Là grâce à un pistolet laser des Mongos, le monstre est anéanti comme son dresseur. Le Sankukaï repart aider Eolia.
- Remarque :
- Le méchant de l'épisode : 魔人 (Mabito) = Homme-démon, ou Tamor en VF.  Ninja dompteur utilisant ses deux fouets pour se faire obéir d'un monstre extra-dimensionnel envoyé par Roxeia XIII sur Belda.

## Épisode 22:Le Pouvoir de Golem
- Titre original : 大魔神ロクセイア - Daimajin Roxer (Le grand dieu infernal Roxer).
- Résumé : Eolia est introuvable, Ayato pense qu'elle est cachée dans un lac d'Analis. Avec l'aide d'Anna et Kamiji, Ayato plonge dans le lac et retrouve l'Azuris. Komenor a eu la même idée et des lazerolabes bombardent le lac. Ryu et Simane détruisent les lazerolabes mais le Cosmosaure est en route. Eolia s'enfuit et suit le Sankukai sur Belda dans les monts des fantômes. Le Cosmosaure s'y trouve déjà en embuscade. Le Sankukaï essaye de combattre le vaisseau géant en envoyant simultanément un écran de fumée pour dissimuler l'Azuris. Le Sankukaï est touché et fait un atterrissage d'urgence dans les monts devant la princesse Aurora. L'Azuris se cache dans les monts tandis que le Cosmosaure est bloqué par les rayons des Mongos et repart dans l'espace. Accueillie par le peuple des racines, Eolia semble soucieuse. En effet Golem XIII apparait sous la forme d'une statue de pierre géante. Staros et le fantôme combattent les troupes Stressos au sol mais ne peuvent rien contre le géant de pierre qui s'envole dans l'espace.
- Remarque :
- Le méchant de l'épisode : 血人 (Chibito) = Homme-sang. Ninja dont l'unique capacité est de cracher une fumée rouge pour désorienter son adversaire avant de se téléporter derrière lui pour le frapper par surprise.

## Épisode 23:La Destruction du palais
- Titre original : 大爆破! 皇帝宮殿 - Daibakuha ! Koteikyuden (La grande explosion ! le palais de l'empereur).
- Résumé : Golem XIII atterrit dans son palais sur Analis. Pendant ce temps, le Sankukaï appareille avec Eolia à son bord pour rejoindre Kamiji et Anna. Les forces rebelles d'Analis se regroupent pour attaquer le palais. Un ninja Stressos prend le corps de Diago, un des rebelles. Ayato dévoile de plan d'attaque et Diago retransmet les détails à Furia. L'attaque commence et Diago s'éclipse pour capturer Eolia. Ayato intervient mais le "ninja des mirages" le maitrise. Dans les sous-sols du palais Volkor et Furia capturent tous les rebelles dont Simane, Ryu et Kamiji. Tous se retrouvent dans une prison du palais. À peine arrivé, Ayato trouve un passage secret. Les rebelles investissent et détruisent la salle de contrôle du palais. le "ninja des mirages" s'interpose et Ayato est en difficulté. À l'arrivée de Staros, le ninja est abattu. Le palais explose mais la statue de Golem XIII reste indestructible. Golem XIII essaie alors d'éliminer Staros et le fantôme. Eolia à bord du Sankukaï tire sur les yeux du géant de pierre et il s'échappe dans l'espace.
- Remarque :
- Le méchant de l'épisode : 鏡人 (Kagamibito) = Homme-miroir. Ninja espion capable de se rendre invisible ou intangible et de prendre possession du corps d'une personne. Il peut également transmettre les images captées par un miroir à un autre tenu par un comparse et faire surgir des soldats ninjas du miroir sur son torse.

## Épisode 24:La Grande comète
- Titre original : 大彗星ザタン出現 - Daisuisei Zatan shutsugen (L'apparition de la grande comète Zatan).
- Résumé : Une comète arrive en direction de Belda et les Stressos quittent la planète. Dans les monts des fantômes, Golem XIII apparait et annonce la destruction imminente de la planète, il est attaqué par un Ayato impuissant puis repart. Le Sankukaï se rend sur Analis pour qu'Ayato retrouve le caveau de ses ancêtres. Furia les espionne et envoie le ninja Ottipito prendre la place des gardiens du mausolée du mont Iga. Dans l'espace, le Cosmosaure de Komenor lance des missiles sur la comète afin de détourner son trajet vers Belda. sur le mont Iga, le ninja laisse passer Ayato dans le caveau. Là, Ayato découvre que ses ancêtres les Terriens, 500 années auparavant, avaient créé une arme formidable pour lutter contre le Golem: L'union de trois « Étoiles » permet la création de cette Arme suprême. Trois « Étoiles » qu'il doit retrouver dans le 15e système. Le ninja le combat et le laisse évanoui dans le caveau avant de bloquer la sortie. Ayato trouve une autre issue et sous la forme du fantôme se débarrasse des Stressos avec l'aide de Staros. Les héros découvrent alors l'arrivée de la comète Zatan sur Belda où Golem XIII annonce que c'est lui qui a détourné son orbite. La planète Belda est sur le point de disparaitre.
- Le méchant de l'épisode : 音人 (Otobito) = Homme-son, ou Ottipito en VF. Ninja cyborg dont l'oreille artificielle amovible lui permet d'entendre et d'enregistrer des conversations distantes. Il est armé de deux dagues émettant un rayon sonique quand il les croise (音波刀 (Onpatô) = Épées-ondes-sonores).

## Épisode 25:La Fin de Belda
- Titre original : 惑星ベルダの最期 - Wakusei Beruda no saigo (La fin de la planète Belda).
- Résumé : La comète géante se dirige vers Belda où le dernier transport Stressos est sur le point de décoller. Ayato oblige le gouverneur à embarquer des villageois de Belda. Komenor apprend par Furia qu'Ayato connait le secret pour détruire Golem XIII. Celui-ci ordonne la destruction du dernier transport. L'équipage du Sankukaï cherche un vaisseau pour embarquer le peuple des racines. Ayato rencontre Komenor et ses lieutenants qui lui offrent un transport contre le secret pour détruire Golem XIII. Ayato refuse et est sauvé des Stressos par la princesse Aurora. Le Sankukaï part pour Analis voler un transport Stressos dans leur base. C'est un succès, ils retournent sur Belda mais Komenor s'y oppose et envoie ses lazerolabes. Eolia découvre l'arche de la prophétie dans les monts des fantômes. La comète percute la planète qui explose et disparait. Eolia apparait trainant l'arche éclatante avec le peuple des racines à son bord. Les héros partent à la recherche de l'«étoile céleste».

## Épisode 26:Le Grand Secret
- Titre original : エメラリーダの謎 - Emerarida no nazo, Roxer, Kunoi, Iga no saiki (« Le Secret d'Émeralida »).
- Résumé : Le Sankukaï, l'Azuris et l'arche étincelante rejoignent Sheita. Pendant ce temps, Komenor et Volkor complotent contre Golem XIII. Kamiji, qui depuis le début était un chef rebelle, est tué par les forces stressos devant Anna. La princesse Aurora, dispose de l'«Étoile Celeste» de Belda, c'est l'émeraude de son pendentif : reste à retrouver les deux autres Étoiles… Alertés par la radio de Kamiji, les trois aventuriers se rendent sur Analis. Ils retrouvent Anna inconsciente qui leur apprend la mort de Kamiji. Encerclés par les forces stressos, un combat a lieu au cours duquel Volkor est tué par Ryu (« Staros »). Ayato parvient à retrouver la deuxième «Étoile Terestre» dans les décombres du caveau du mont Iga et apprend la présence de la troisième «Étoile humaine» sur Sheita. Mais il a été suivi par Komenor et Furia. Ayato ayant laissé tomber à terre les deux Étoiles durant un combat, Furia s'en empare et déclare à Komenor qu'elle va s'en servir pour abattre Golem XIII et prendre sa place. Mais la statue géante de Golem XIII apparait et tue Furia avec ses rayons lasers. Komenor est envoyé sur Sheita pour récupérer la dernière étoile. La statue envoie un rayon tracteur sur Ayato qui est téléporté au sein de la statue. Golem XIII récupère aussi les deux Étoiles tombées à terre. Ayato découvre enfin le vrai visage du roi des Stressos : il a le visage de… Éolia, leur amie depuis le début !

## Épisode 27:Princesse II
- Titre original : さらば! 銀河の勇者 - Saraba ! ginga no yusha, Roxer no saiki (« Adieu ! héros de la galaxie ! »).
- Résumé : Komenor, à bord du Cosmosaure, a atteint Sheita. Il récupère la troisième Étoile (« l’Étoile humaine ») dans la statue du dieu Mythos tombée en mer (voir épisode 13). Pendant ce temps, à bord de la base secrète de Golem XIII, Ayato découvre que le roi des Stressos n'est autre que la sœur jumelle d'Éolia : Desmonia. Cette jeune femme, frustrée de ne pas accéder à la fortune familiale, avait décidé de se créer son propre empire. La vraie Éolia surgit alors à bord du repaire et, après une brève conversation avec sa sœur, quitte la base avec Ayato. Resté seule à bord de la base, elle fait téléporter Komenor qui a demandé un rendez-vous urgent. Komenor rencontre pour la première fois de sa vie Golem XIII et est étonné de se trouver devant une femme ! Il lui annonce que les rebelles se sont emparés du Cosmosaure (en fait c'est un mensonge), mais qu'il a récupéré la troisième Étoile. Apercevant les deux autres Étoiles près de Desmonia, il s'en empare avec avidité, révélant son intention de prendre sa place, et quitte le vaisseau sans que Desmonia puisse l'en empêcher. Un combat a lieu entre Komenor, Ayato (« le Fantôme ») et Ryu (« Staros »), au cours duquel Komenor est tué et les trois Étoiles récupérées par les deux héros. Golem XIII (Desmonia) annonce son intention de désintégrer le soleil du XVe système stellaire. Les aventuriers élaborent un plan pour le détruire: il s'agit de lancer les trois Étoiles depuis les trois angles d'un triangle dont Golem XIII est le centre de gravité. Ils mettent en œuvre leur plan et lancent les trois Étoiles. Néanmoins l'immense vaisseau spatial n'est pas détruit. Éolia annonce alors aux trois héros qu’il faut un quatrième élément pour activer les trois Étoiles : sa propre énergie. Elle leur révèle que pour tuer Desmonia, elle-même doit mourir lors de l’activation des trois Étoiles. Avec son vaisseau spatial, elle va à la rencontre de Golem XIII et libère son énergie. La statue de Golem XIII percute le Cosmosaure et les deux vaisseaux explosent. Sous les yeux affolés de ses amis, le vaisseau spatial d'Éolia est détruit par l'explosion. Le Sankukaï disparait avec elle et les héros se retrouvent téléportés sur Sheita. La série se termine par le rappel que le sacrifice d'Éolia permet le retour de la paix dans le XVe système solaire.